# Педро Пабло Ернандес
Педро Пабло Ернандес (ісп. Pedro Pablo Hernández, нар. 24 жовтня 1986, Сан-Мігель-де-Тукуман) — чилійський футболіст, нападник аргентинського «Індепендьєнте» і національної збірної Чилі.
У складі збірної — володар Кубка Америки.

## Клубна кар'єра
У дорослому футболі дебютував 2007 року виступами за команду клубу «Атлетіко Тукуман», в якій провів один сезон, взявши участь лише у -1 матчі чемпіонату. 
Згодом з 2008 по 2010 рік грав у складі команд клубів «Расинг» (Монтевідео), «Дефенсор Спортінг» та «Ді Сі Юнайтед».
Своєю грою за останню команду привернув увагу представників тренерського штабу клубу «Аргентинос Хуніорс», до складу якого приєднався 2011 року. Відіграв за команду з Буенос-Айреса наступні два сезони своєї ігрової кар'єри. Більшість часу, проведеного у складі «Аргентинос Хуніорс», був основним гравцем атакувальної ланки команди.
Протягом 2013—2014 років захищав кольори команди клубу «О'Хіггінс».
До складу клубу «Сельта Віго» приєднався 2014 року. Відтоді встиг відіграти за клуб з Віго 42 матчі в національному чемпіонаті.

## Виступи за збірну
2014 року дебютував в офіційних матчах у складі національної збірної Чилі. Наразі провів у формі головної команди країни 7 матчів, забивши 3 голи.
У складі збірної був учасником розіграшу Кубка Америки 2016 року у США, здобувши того року титул континентального чемпіона.

## Статистика клубних виступів
| Команда                        | Дивізіон          | Сезон             | Чемпіонат | Чемпіонат | Національний кубок | Національний кубок | Континентальні кубки | Континентальні кубки | Усього | Усього |
| Команда                        | Дивізіон          | Сезон             | Ігор      | Голів     | Ігор               | Голів              | Ігор                 | Голів                | Ігор   | Голів  |
| ------------------------------ | ----------------- | ----------------- | --------- | --------- | ------------------ | ------------------ | -------------------- | -------------------- | ------ | ------ |
| «Атлетіко Тукуман» Аргентина   |                   |                   |           |           |                    |                    |                      |                      |        |        |
| 3 ДА                           | 2007/08           | 35                | 12        | 0         | 0                  | 0                  | 0                    | 35                   | 12     |        |
| Разом                          | Разом             | 35                | 12        | 0         | 0                  | 0                  | 0                    | 35                   | 12     |        |
| «Расинг» Уругвай               |                   |                   |           |           |                    |                    |                      |                      |        |        |
| 1.ª                            | 2008/09           | 19                | 5         | 0         | 0                  | 0                  | 0                    | 19                   | 5      |        |
| Разом                          | Разом             | 19                | 5         | 0         | 0                  | 0                  | 0                    | 19                   | 5      |        |
| «Дефенсор Спортінг» Уругвай    |                   |                   |           |           |                    |                    |                      |                      |        |        |
| ПД                             | 2009/10           | 14                | 3         | 0         | 0                  | 0                  | 0                    | 14                   | 3      |        |
| Разом                          | Разом             | 14                | 3         | 0         | 0                  | 0                  | 0                    | 14                   | 3      |        |
| «Ді Сі Юнайтед» США            |                   |                   |           |           |                    |                    |                      |                      |        |        |
| МЛС                            | 2010              | 14                | 0         | 2         | 1                  | 0                  | 0                    | 16                   | 1      |        |
| Разом                          | Разом             | 14                | 0         | 2         | 1                  | 0                  | 0                    | 16                   | 1      |        |
| «Аргентинос Хуніорс» Аргентина |                   |                   |           |           |                    |                    |                      |                      |        |        |
| ПД                             | 2010/11           | 6                 | 0         | 0         | 0                  | 0                  | 0                    | 6                    | 0      |        |
| ПД                             | 2011/12           | 36                | 3         | 1         | 0                  | 4                  | 0                    | 41                   | 3      |        |
| ПД                             | 2012/13           | 22                | 1         | 1         | 0                  | 2                  | 1                    | 25                   | 2      |        |
| Разом                          | Разом             | 64                | 4         | 2         | 0                  | 6                  | 1                    | 72                   | 5      |        |
| «О'Хіггінс» Чилі               |                   |                   |           |           |                    |                    |                      |                      |        |        |
| ПД                             | 2013/14           | 29                | 11        | 4         | 4                  | 6                  | 0                    | 39                   | 15     |        |
| Разом                          | Разом             | 29                | 11        | 4         | 4                  | 6                  | 0                    | 39                   | 15     |        |
| «Сельта Віго» Іспанія          |                   |                   |           |           |                    |                    |                      |                      |        |        |
| Ла-Ліга                        | 2014/15           | 29                | 2         | 3         | 0                  | -                  | -                    | 32                   | 2      |        |
| Ла-Ліга                        | 2015/16           | 33                | 2         | 7         | 2                  | -                  | -                    | 40                   | 4      |        |
| Разом                          | Разом             | 62                | 4         | 10        | 2                  | 0                  | 0                    | 72                   | 6      |        |
| Усього за кар'єру              | Усього за кар'єру | Усього за кар'єру | 236       | 38        | 18                 | 7                  | 12                   | 1                    | 267    | 47     |

## Титули і досягнення
- Чемпіон Чилі (1):

«О'Хіґґінс»: 2013/14А
- Володар Суперкубка Чилі (1):

«О'Хіґґінс»: 2014
- Володар Кубка банку Суруга (1):

«Індепендьєнте»: 2018
Збірні
- Володар Кубка Америки (1): 2016